# ФК Сиркетакси

ФК Сиркетакси (мађ. Szürketaxi Futball Club), је био мађарски фудбалски клуб. Седиште клуба је било у Будимпешти, Мађарска. Боје клуба су биле сива и браон  Клуб је угашен 1948. године.

## Историјат имена клуба
- 1932–1937: − Сиркетакси ФЦ
- 1937–1940: − Таксишок (Taxisok)
- 1940–1946: − није функционисао
- 1946–1947: − Сиркетакси ФЦ
- 1947: соијио се са Могирт
- 1948: одвојио се од Могирт

## Историјат клуба
ФК Сиркетакси је дебитовао у првој мађарској лиги у сезони 1937/38.. Сезону је завршио на деветом месту.

## Достигнућа
- Прва лига Мађарске у фудбалу:
  - 9. место (1) :1937/38.[5]
  - 11. место (1) :1938/39.
  - 12. место (1) :1939/40.

- Прва лига Мађарске у фудбалу:
  - шампион (1) :1936/37.